# Julia Tolofua
Julia Tolofua (nascida a 1 de junho de 1997) é uma judoca francesa.
Ela ganhou uma medalha de prata no Campeonato Mundial de Judo de 2021.